# Le Bandit généreux
Le Bandit généreux (en coréen : 임꺽정) est un sonyun manhwa écrit par Lee Du-ho. Sa version francophone est publiée par les éditions Paquet en une intégrale de onze tomes sortis entre janvier 2011 et septembre 2012.
Il raconte l'histoire de Im Kkeokjeong, figure emblématique de la culture coréenne, et de sa lutte contre les autorités.

## Synopsis
Lim Keok Jeong est un baekjeong (tueur de bœuf), la classe sociale la plus basse et la plus méprisée de la société coréenne du XVIe siècle. Doté d'une force herculéenne, il tente de combattre les injustices et d'améliorer le sort de ses semblables. Se résignant au banditisme, il gagnera en notoriété et finira par organiser un soulèvement populaire.

## Publication
Le Bandit généreux est publié en Corée à partir de 1995, en trente-deux tomes d'environ deux cents pages chacun, divisés en deux chapitres chacun.
En France, la série est éditée par les éditions Paquet, qui publient les trois premiers volumes suivant l'édition originale entre avril 2007 et février 2008, puis une édition intégrale en onze volumes d'environ huit cents pages chacun, l'équivalent en moyenne de trois des volumes coréens,.

### Liste des tomes de l'édition française
| no | Français          | Français          |
| no | Date de sortie    | ISBN              |
| -- | ----------------- | ----------------- |
| 1  | 26 janvier 2011   | 978-2-88890-388-8 |
| 2  | 23 mars 2011      | 978-2-88890-248-5 |
| 3  | 20 avril 2011     | 978-2-88890-279-9 |
| 4  | 25 mai 2011       | 978-2-88890-380-2 |
| 5  | 6 juillet 2011    | 978-2-88890-404-5 |
| 6  | 17 août 2011      | 978-2-88890-420-5 |
| 7  | 19 octobre 2011   | 978-2-88890-421-2 |
| 8  | 18 novembre 2011  | 978-2-88890-448-9 |
| 9  | 8 février 2012    | 978-2-88890-449-6 |
| 10 | 28 mars 2012      | 978-2-88890-450-2 |
| 11 | 19 septembre 2012 | 978-2-88890-451-9 |

## Critiques et réception
En 1995, la série reçoit le grand prix du manhwa. À cette occasion, le dessinateur Park Jae Dong la compare à de la viande de baleine, considérant que si « elle rebute de prime abord, une fois qu'on y a goûté, on devient accro ».
En 2012, Le Bandit généreux est sélectionné pour le Prix Asie de la Critique de l'Association des Critiques et journalistes de Bande Dessinée (ACBD),.

### Édition française (Intégrale)
Paquet
1. 1 2  (fr) « Tome 1 »
2. 1 2  (fr) « Tome 2 »
3. 1 2  (fr) « Tome 3 »
4. 1 2  (fr) « Tome 4 »
5. 1 2  (fr) « Tome 5 »
6. 1 2  (fr) « Tome 6 »
7. 1 2  (fr) « Tome 7 »
8. 1 2  (fr) « Tome 8 »
9. 1 2  (fr) « Tome 9 »
10. 1 2  (fr) « Tome 10 »
11. 1 2  (fr) « Tome 11 »